# Mary Alexander

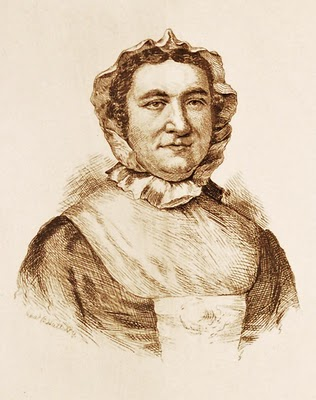
Mary Alexander, The New York Historical Portrait Collection.

Mary Spratt Provoost Alexander (* 16. April 1693 in New York City, Province of New York; † 18. April 1760 ebenda) war eine einflussreiche Kauffrau mit schottisch-niederländischen Wurzeln im New York der britischen Kolonialzeit.

## Leben
Mary wurde als Tochter von John Spratt (ca. 1650–1697) und Maria de Peyster (1659–1700) geboren, die beide aus prominenten Familien der Kolonialzeit New Yorks stammten.
Ihr Vater, John Spratt, wurde in der Nähe von Glasgow geboren und wurde Kaufmann in New York. Er war Sprecher der irregulären Versammlung während Leisler’s Rebellion im Jahr 1689.
Ihre Mutter, Maria de Peyster, stammte aus einer angesehenen holländischen Familie von Goldschmieden. Zu den Geschwistern ihrer Mutter gehörten Abraham de Peyster, der 20. Bürgermeister von New York City, Johannes de Peyster, der 23. Bürgermeister und Elizabeth de Peyster, die John Hamilton, den Provinzgouverneur von New Jersey, heiratete. Ihre Mutter war zunächst mit Paulus Schrick verheiratet und heiratete dann 1687 erneut John Spratt. Nach Spratts Tod 1697 heiratete sie erneut: David Provoost (1670–1724), einen Kaufmann hugenottisch-niederländischer Abstammung, der ebenfalls Bürgermeister (24.) von New York City wurde. Nachdem Mary Alexanders Mutter 1700 gestorben war, zogen die Spratt-Kinder zu ihrer Großmutter mütterlicherseits, Cornelia DePeyster, einer bedeutenden Kauffrau, die 1695 zu den reichsten Menschen in New York zählte. Ihr Großvater mütterlicherseits war Johannes de Peyster d. Ä. (ca. 1600–1685), ein holländischer Kaufmann, der nach Nieuw Amsterdam ausgewandert war.
Am 15. Oktober 1711 heiratete die siebzehnjährige Mary Spratt Samuel Provoost († 1719), einen jüngeren Bruder des dritten Ehemannes ihrer Mutter. Samuel Provoost war ein Kurzwarenhändler, Trockenwarenimporteur und Immobilienmakler. Mary investierte ihr Erbe in seine Handelsunternehmung. Sie hatte drei Kinder mit Provoost: Maria Provoost (1712–1713), John Provoost (1714–1767) und David Provoost (1715–1741). Zu Johns Kinder gehörte  Samuel Provoost (1742–1815), der erste Bischof von New York der Episkopalkirche der Vereinigten Staaten von Amerika.
Am 5. Juni 1721 heiratete die verwitwete Mary Spratt Provoost James Alexander (1691–1756), ein prominenter Anwalt und Politiker, der 1715 nach Amerika eingewandert war. Mary und James Alexander hatten sieben Kinder:
- Mary II (1721–1767), verheiratet mit Peter Van Brugh Livingston (1710–1792), den Bruder des Gouverneurs William Livingston, Unterzeichner der Unabhängigkeitserklärung.[9]
- James (1723–1731)
- William (1726–1783), General im Unabhängigkeitskrieg, der Sarah Livingston (1725–1805), die Schwester von Peter van Brugh Livingston, heiratete.[9]
- Elizabeth (1726–1800), die John Stevens (1716–1792) heiratete.[2] Zu ihren Kindern gehörten John Stevens III (1749–1838), der Konstrukteur der ersten US-amerikanischen Dampflokomotive und der ersten Dampffähren, und Mary Stevens († 1814), die mit „Chancellor“ Robert R. Livingston, dem Verhandler des Louisiana Purchase verheiratet war.[10]
- Catherine (1727–1801), die Walter Rutherfurd († 1804) heiratete und zu deren Kindern John Rutherfurd (1760–1840), Senator für New Jersey 1791 bis 1798, gehörte.[2][11]
- Anna (1731–1736)
- Susannah (1737–1777)

Unter Alexanders Kindern und Enkelkindern und deren Ehepartnern finden sich diverse weitere Politiker und Geschäftsleute der Oberschichtelite der Dreizehn Kolonien und der jungen Vereinigten Staaten.
Alexanders Leben war aufgeteilt zwischen ihrer wachsenden Familie, der Weiterführung der Provoostschen Handelsunternehmen und der Unterstützung der politischen Karriere ihres zweiten Mannes. Mary spielte eine zentrale Rolle im Fall John Peter Zenger. Sie reiste nach Philadelphia und überzeugte erfolgreich den prominenten Anwalt Andrew Hamilton, Zenger in seinem New Yorker Verleumdungsprozess zu vertreten.
Unter ihrer Führung wuchs das Provoost-Geschäft beträchtlich. Sie importierte Waren in so großem Umfang, dass angeblich kaum ein Schiff in New York City anlegte, ohne dass eine Lieferung von Waren für sie eintraf. Sie verkaufte diese Waren in ihrem eigenen Laden und belieferte während der Franzosen- und Indianerkriege William Shirleys Fort-Niagara-Expedition mit Lebensmitteln, Werkzeugen, Kanonen und Booten. 1743 wurde ihr Vermögen auf 100.000 Pfund geschätzt, und sie lebte mit ihrer Familie in einem Herrenhaus in der Broad Street (Manhattan).  Ihr Sohn William Alexander, Lord Stirling, wurde ihr Geschäftspartner.
Alexander starb am 18. April 1760. Sie wurde an der Trinity Church, Wall Street, beigesetzt. Vielleicht bezeichnend für die Kleinheit der Oberschicht zu der Zeit und ihrer Zugehörigkeit dazu war, dass zu den Sargträgern bei ihrer Beerdigung die Gouverneure von New York und New Jersey gehörten.

## Nachleben
In der The New York Historical Library sind als Alexander Papers (MS 8) die Aufzeichnungen ihres Handelsgeschäfts erhalten geblieben, zum Beispiel auch Stoffproben-Übersichten ihrer Importware.
Judy Chicago widmete Mary Alexander eine Inschrift auf den dreieckigen Bodenfliesen des Heritage Floor ihrer 1974 bis 1979 entstandenen Installation The Dinner Party. Die mit dem Namen Mary Alexander beschrifteten Porzellanfliesen sind dem Platz mit dem Gedeck für Anne Hutchinson zugeordnet.